# Komutativní těleso
Komutativní těleso (někdy stručně těleso podle německého körper, někdy též pole z anglického field) je algebraická struktura, na které jsou definovány dvě binární operace, sčítání a násobení, pro které platí řada určených vlastností. Jedná se o taková tělesa, kde násobení splňuje navíc komutativitu, respektive takové komutativní okruhy, kde navíc existuje inverzní prvek pro obě binární operace (okruh vyžadoval existenci inverzního prvku jen pro operaci +).
Tělesa, ve kterých násobení není komutativní, se nazývají nekomutativní tělesa.

## Definice komutativního tělesa
Trojici {\displaystyle ({\mathcal {T}},+,\cdot )}, kde {\displaystyle {\mathcal {T}}} je množina a + (sčítání) a {\displaystyle \cdot } (násobení) jsou binární operace, nazveme komutativním tělesem, je-li {\displaystyle ({\mathcal {T}},+,\cdot )} okruh a platí-li navíc
- pro každé {\displaystyle x\in {\mathcal {T}}\setminus \{0\}} existuje {\displaystyle y\in {\mathcal {T}}} tak, že {\displaystyle x\cdot y=y\cdot x=1}, což značíme {\displaystyle y=x^{-1}} (existence inverzního prvku k násobení), a
- pro každé {\displaystyle x,y\in {\mathcal {T}}} platí {\displaystyle x\cdot y=y\cdot x} (komutativita násobení).

## Tělesa s přídavnou strukturou
Vzhledem k tomu, že tělesa jsou v matematice všudypřítomná, jsou uvažována některá vylepšení konceptu tělesa pro přizpůsobení potřebám konkrétních matematických oblastí.

### Topologické těleso
Těleso F se nazývá topologické, když množina F je topologickým prostorem, v kterém všechny operace tělesa (sčítání, násobení, zobrazení a ↦ −a a a ↦ a−1) jsou spojitá zobrazení vzhledem k uvažované topologii.

Topologie těles obvykle bývá indukována metrikou, tj. funkcí
d : F × F → R,
která měří vzdálenosti mezi libovolnými body F. Topologická tělesa jsou speciálním případem topologických okruhů.

## Příklady těles
- Racionální čísla {\displaystyle \mathbb {Q} }
- Reálná čísla {\displaystyle \mathbb {R} } a jejich největší algebraické komutativní nadtěleso, komplexní čísla {\displaystyle \mathbb {C} }
- Konečná tělesa {\displaystyle \operatorname {GF} (p^{n})}
- Racionální funkce nad libovolným komutativním tělesem